# Reesj
De reesj is de twintigste letter uit het Hebreeuws alfabet. De letter resj wordt uitgesproken als de letter r, zoals in de Hebreeuwse naam Ruth: רות (Hebreeuws wordt van rechts naar links geschreven).
De letters van het Hebreeuws alfabet worden ook gebruikt als cijfers. De letter reesj is de Hebreeuwse tweehonderd.
In het verleden werden steden in het Jiddisch aangeduid met de eerste letter van het Hebreeuwse alfabet. Rotterdam heette Mokum Reisj oftewel 'Stad R'.
א · ב · ג · ד · ה · ו · ז · ח · ט · י · כ · (ך) · ל · מ · (ם) · נ · (ן) · ס · ע · פ · (ף) · צ · (ץ) · ק · ר · ש · ת 

alef · beet · gimel · dalet · hee · waw · zajien · chet · tet · jod · kaf · -sofiet · lamed · mem · -sofiet · noen · -sofiet · samech · ajien · pee · -sofiet · tsaddie · -sofiet · koef · reesj · sjien · tav